# Jean-François Boutoey
Jean-François Eugène Boutoey est un homme politique français né le 11 juin 1800 à Sauveterre-de-Béarn (Pyrénées-Atlantiques) et décédé le 11 janvier 1861 à Bayonne (Pyrénées-Atlantiques).

## Biographie
Avocat à Bayonne, il y est commissaire de la République en février 1848, puis maire. Il est député des Basses-Pyrénées en 1848-1849, siégeant avec les républicains modérés.